# Cyclocephala perforata
Cyclocephala perforata är en skalbaggsart som beskrevs av Gilbert John Arrow 1913. Cyclocephala perforata ingår i släktet Cyclocephala och familjen Dynastidae. Inga underarter finns listade i Catalogue of Life.